# Alexandr Krupskij
Alexandr Konstantinovič Krupskij (rusky Александр Константинович Крупский, * 4. ledna 1960, Irkutsk) je bývalý sovětský atlet ruské národnosti, mistr Evropy ve skoku o tyči.
První úspěch zaznamenal v roce 1979 na juniorském mistrovství Evropy v Bydhošti, kde vybojoval stříbrnou medaili. Na halovém ME 1981 v Grenoble získal stříbrnou medaili, když překonal 565 cm. Výše skočil jen Francouz Thierry Vigneron, který zdolal 570 cm.
V roce 1982 skončil na halovém ME v Miláně těsně pod stupni vítězů, na čtvrtém místě. V témž roce vybojoval v Athénách titul mistra Evropy, když zlatou medaili získal za překonaných 560 cm díky lepšímu technickému zápisu. Stejnou výšku překonal také další sovětský tyčkař Vladimir Poljakov (stříbro) a Bulhar Atanas Tarev (bronz).
V roce 1984 bral bronz na halovém ME ve švédském Göteborgu. O rok později prohrál na halovém ME v Pireu ve finále se Sergejem Bubkou a získal stříbrnou medaili.
Jeho osobní rekord pod širým nebem má hodnotu 582 cm, v hale 570 cm.